# Tramwaje w Aradzie

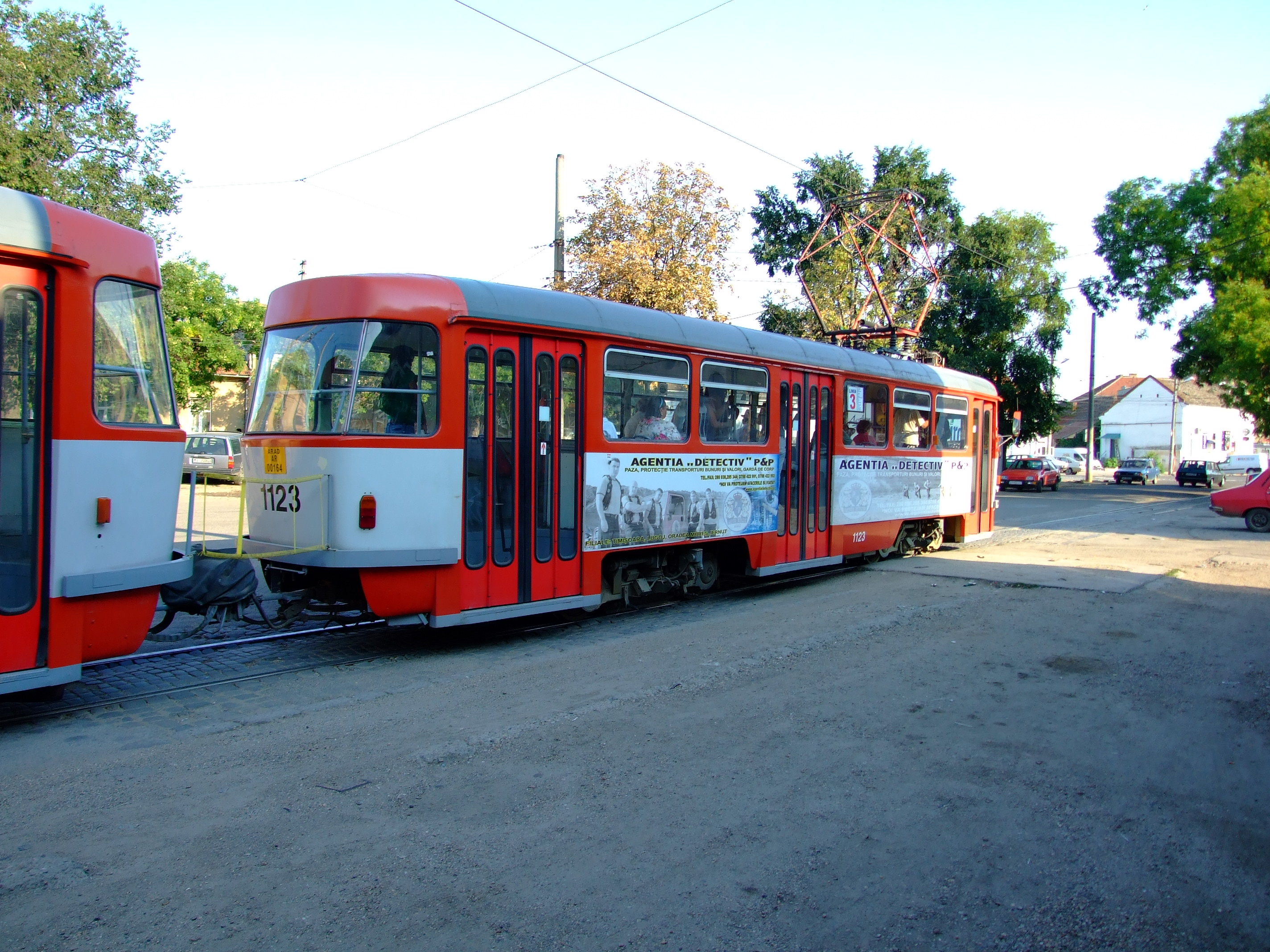
T4D w Arad

Schemat sieci tramwajowej

Sieć tramwajowa w Aradzie – jeden z rumuńskich systemów komunikacji tramwajowej, znajdujący się w mieście Arad w zachodniej części kraju. Założona została w 1869 i jest najstarszą siecią tramwajową wśród rumuńskich miast oraz jedną z trzech sieci wąskotorowych w Rumunii. Po rewolucji miasto zaczęło intensywnie sprowadzać używany tabor z zachodniej Europy, co spowodowało, że w 2011 zostały wycofane wszystkie wagony wyprodukowane w Rumunii i Czechosłowacji. Sieć jest charakterystyczna ze względu na linię do Ghioroc, na której tramwaje jadą dawną trasą kolejki podmiejskiej. Trasa ta jest jedną z atrakcji turystycznych Aradu.

## Historia

### Austro-Węgry i Węgry
25 października 1858 do Aradu dotarła kolej. W tym czasie lokalny przemysł był zainteresowany budową kolei miejskiej w celu transportu towarów oraz pasażerów z fabryk do dworca kolejowego. Pierwsze tramwaje konne pojawiły się w Aradzie, należącym wówczas do monarchii austro-węgierskiej, w 1869. Początkowo zbudowano 3 linie o standardowym rozstawie. Sieć obsługiwało 19 wozów, stacjonujących w jednej zajezdni.
W 1907 lub 1908 oprócz tramwajów w mieście zaczęły kursować autobusy. W 1908 natomiast rok później utworzono pierwszą w granicach obecnej Rumunii spółkę miejską zajmującą się komunikacją. W 1910 rozpoczęto obsługę linii podmiejskich. W 1913 sieć jako pierwsza na terytorium obecnej Rumunii i ósma na świecie została zelektryfikowana, w tym samym roku miejska spółka przejęła całą sieć tramwajową. W 1914 tramwaje stały się jedynym środkiem komunikacji publicznej w mieście, gdyż autobusy zostały zarekwirowane przez wojsko w związku z wybuchem I wojny światowej.

### Rumunia
Po I wojnie światowej, na mocy traktatu z Trianon, Arad został przydzielony Rumunii. Władze rumuńskie zaczęły zastępować parowe tramwaje autobusami i w 1929 tramwaje zostały zlikwidowane. Ofensywa niemiecka w ZSRR spowodowała pozbawienie przez armię autobusów, co spowodowało czasową likwidację komunikacji miejskiej. W 1944 do miasta trafiły zdobyte w Odessie tramwaje wąskotorowe. Spowodowało to budowę linii o rozstawie metrowym. W tym samym czasie na krótko reaktywowano komunikację tramwajową wykorzystując posiadane wcześniej wozy. W sierpniu 1944 Rumunia przeszła na stronę aliantów, co spowodowało, że leżący niedaleko granicy Arad znalazł się na linii frontu. Wagony z Odessy zostały zwrócone ZSRR.
Po II wojnie światowej komunikacja tramwajowa została przywrócona w 1946. Początkowo wozy zostały zbudowane w lokalnej fabryce Gheorghe Dimitrov. W 1947 w Aradzie zaczęły ponownie kursować autobusy miejskie. Lata 40. były okresem wielkiego rozwoju aradzkich tramwajów wzrastała zarówno długość sieci, jak i liczba wozów. W latach 50. rozwój został przyhamowany, jednakże nadal powstawały nowe odcinki.
W latach 70. XX wieku ze względu na budowę kombinatu chemicznego na wschód od miasta poprowadzono do niego linię tramwajową, która została wydłużona do Ghioroc. Linia do Ghioroc była jednak przejętą linią kolejki dojazdowej o takim samym rozstawie. Dodatkowo postanowiono rozbudować linie przy kombinacie. Całość inwestycji zakończono w 1978. Linia ta stanowi jedną z atrakcji turystycznych miasta. W latach 70. przystąpiono również do wymiany taboru powojennego na czteroosiowe wagony Tatra T4R, których w latach 1974–1981 dostarczono 100.
Kolejny rozwój linii tramwajowych nastąpił w latach 80. Rumunia za sprawą polityki finansowej rządu była w ciężkiej sytuacji. Reglamentacja paliwa, głównego towaru eksportowego Rumunii, spowodowała rozwój linii tramwajowych i trolejbusowych. Zbudowano nowe odcinki tras. Jednakże ze względu na oddłużanie Rumunia nie zamawiała dalszych wagonów w Czechosłowacji. W zamian za to uruchomiono w Timiszoarze produkcję prymitywnych wagonów Timiș2. Wagony te były bardzo awaryjne.
Po rewolucji władze miejskie zdecydowały się na zakup używanych wagonów z zachodniej Europy. W 1995 Arad, jako pierwsze rumuńskie miasto, sprowadził 22 wagony wycofywane z Niemiec. Były to wagony silnikowe Gotha T57 doczepne Gotha B2-64 oraz silnikowe ČKD T26. W późniejszych latach do Aradu były sprowadzane głównie wagony Düwag GT6 oraz Düwag GT8. Dostawa tych tramwajów pozwoliła na wycofanie do 2005 wszystkich wagonów dwuosiowych, w tym sprowadzonych w 1995. W 2008 wycofano ostatnie egzemplarze Timiș2 natomiast w 2011 Tatry T4R. W ciągu kilku lat wyremontowano niemalże całe torowisko.

## Linie
W Aradzie jest 13 linii tramwajowych, przy czym linie z dodatkową literą „b” są liniami szczytowymi.
| linia | trasa                                                           |
| ----- | --------------------------------------------------------------- |
| 1     | Făt Frumos – Podgoria – Piața Romană                            |
| 1b    | Zona Industrială – Făt Frumos                                   |
| 3     | Făt Frumos – Podgoria – Piața Romană – Gara Aradul Nou          |
| 6     | Piața Gai – Podgoria – Piața Romană                             |
| 7     | Făt Frumos – Podgoria – Miorița – Billa – Podgoria – Făt Frumos |
| 9     | Făt Frumos – Podgoria – Vladimirescu – Combinatul Chimic        |
| 10    | Piața Romană – Podgoria – Vladimirescu – Combinatul Chimic      |
| 11    | Făt Frumos – Podgoria – Sâmbăteni – Ghioroc                     |
| 12    | Piața Romană – Podgoria – Sâmbăteni – Ghioroc                   |
| 14    | Combinatul Chimic – Ghioroc                                     |
| 15    | Făt Frumos – Gara CFR – Sere                                    |
| 16    | Piața Romană – Podgoria – Sere                                  |
| 18b   | Billa – Piața Romană                                            |